# 明日への遺言
『明日への遺言』（あしたへのゆいごん、英題：Best Wishes for Tomorrow）は、大岡昇平の長編小説『ながい旅』を原作に、2007年に製作された日本映画。DVDが角川エンタテインメントで販売されている（2008年8月）。

## 概要
第十三方面軍司令官兼東海軍管区司令官で陸軍中将だった岡田資は、名古屋大空襲の際に撃墜され、脱出し捕らわれたB29の搭乗員を、ハーグ条約違反の戦争犯罪人として略式命令により斬首処刑する。
終戦後、この行為に対し「捕虜虐待」の罪（B級戦犯）として横浜軍事法廷で裁かれる。岡田は戦勝国による結論ありきの理不尽な裁判と戦うため、裁判闘争を『法戦』と称し、アメリカ軍による無差別爆撃の非人道的行為の違法性を主張し、アメリカ軍側の無差別爆撃の正当化を批判する一方で、捕虜処刑に関わった部下を庇い「私ひとりが一切の責任を負う」と述べて裁判に臨む。岡田の高潔な人柄と態度は、敵側であったアメリカ軍裁判長と検事の心も次第に揺り動かしていき、裁判の様相は次第に岡田に対し同情的な様相を展開していく。

## 大岡昇平の原作
映画化に併せ、単行版（新潮社、初版1982年）を元に角川文庫（解説中島岳志）で新装再刊した。
しかし初刊版は誤記が多く（一例に真言宗の教誨師田嶋隆純の所属宗派を天台宗としている）等、多くの指摘があった為、新潮文庫（解説上坂冬子）で再刊された際に、作者自身が修正を行っている。後に各・文庫は電子書籍版が再刊。
没後刊行の『大岡昇平全集』では第10巻（筑摩書房）に収録。

## スタッフ
- 監督：小泉堯史
- 総合プロデュース：原正人
- プロデューサー：永井正夫
- エグゼクティブスーパーバイザー：角川歴彦
- エグゼクティブプロデューサー：豊島雅郎、吉井伸吾、住田良能、和崎信哉、石川博、依田巽、石井晃、林尚樹
- 脚本：小泉堯史、ロジャー・パルバース
- 撮影：上田正治、北澤弘之
- 美術：酒井賢
- 衣裳：黒澤和子
- 編集：阿賀英登
- 照明：山川英明
- 装飾：相田敏春
- 録音：紅谷愃一
- 音響効果：斉藤昌利
- 音楽：加古隆
- 主題歌：森山良子「ねがい」
- 題字：今井凌雪
- スタジオ：東宝スタジオ、緑山スタジオ・シティ、東映東京撮影所
- 合成・タイトル：マリンポスト
- 現像：東京現像所
- 製作委員会メンバー:エース・プロダクション/アスミック・エース/住友商事/産業経済新聞社/WOWOW/テレビ東京/ティー ワイ リミテッド/中部日本放送
- 制作プロダクション:エース・プロダクション、シネマ・インヴェストメント
- 配給:アスミック・エース

## キャスト
- 岡田資：藤田まこと（主役を演じた作品としては、最後の映画となる）
- フェザーストン主任弁護人：ロバート・レッサー
- バーネット主任検察官：フレッド・マックィーン
- ラップ裁判委員長：リチャード・ニール
- 町田秀実：西村雅彦
- 守部和子：蒼井優
- 小原純子：近衛はな
- 水谷愛子：田中好子（本作が最後の映画）
- 岡田温子：富司純子
- 岡田達子：中山佳織
- 岡田陽：加藤隆之
- 藤本正雄：俊藤光利
- 杉田中将：児玉謙次
- 武藤少将：松井範雄
- 相原伍長：頭師佳孝
- 金内喜久夫
- 牧村泉三郎
- 喜安浩平
- 関貴昭
- 原田琢磨
- 井上浩
- 綱島郷太郎　ほか
- ナレーション：竹野内豊

## 受賞
- 第4回おおさかシネマフェスティバル 主演男優賞（藤田まこと）[3]
- 第18回日本映画批評家大賞 審査員特別賞（藤田まこと）[4]